# كربونديل
كربونديل (بالإنجليزية: Carbondale, Pennsylvania)‏ هي مدينة تقع في مقاطعة لاكاوانا (بنسيلفانيا) بولاية بنسيلفانيا في الولايات المتحدة. تبلغ مساحة هذه المدينة 8.3 (كم²)، وترتفع عن سطح البحر 328 م، بلغ عدد سكانها 8891 نسمة في عام 2010 حسب إحصاء مكتب تعداد الولايات المتحدة.

## الموقع الجغرافي
الموقع الجغرافي للمناطق المحيطة بهذه النقطة هو كالتالي:

## أعلام
- دينيس جاي مادن
- باتريك غيليسبي
- تيكس هويل
- ألويسيوس جي. كيسي
- إد كينيدي
- جاك في

## وصلات خارجية
- The US50 - Cities and Towns in Pennsylvania State

قالب:مدن بنسيلفانيا
قالب:مقاطعة لاكاوانا (بنسيلفانيا)